# 中等強國
中等強國（英語：Middle power）是國際關係用詞，用來描述一些並非超級大國或列強，但在國際上有一定影響力的國家。惟國際社會對中等強國的定義未有共識。

## 定義
中等強國並沒有統一的定義。某些研究人員以GNP來劃分中等強國。在經濟方面來說，中等強國普遍上是指國家的經濟體系不大，但也不小。但是，經濟並不是劃分中等強國的標準。在原本的定義中，中等強國指一個國家對國際某程度上有一些影響力，但其影響力並不遍佈世界每個角落。但是，這個定義並沒有成為標準。因此，某些中等強國列表中可能包含「大國」或「小國」。

## 中等強國的外交
中等強國外交特點：

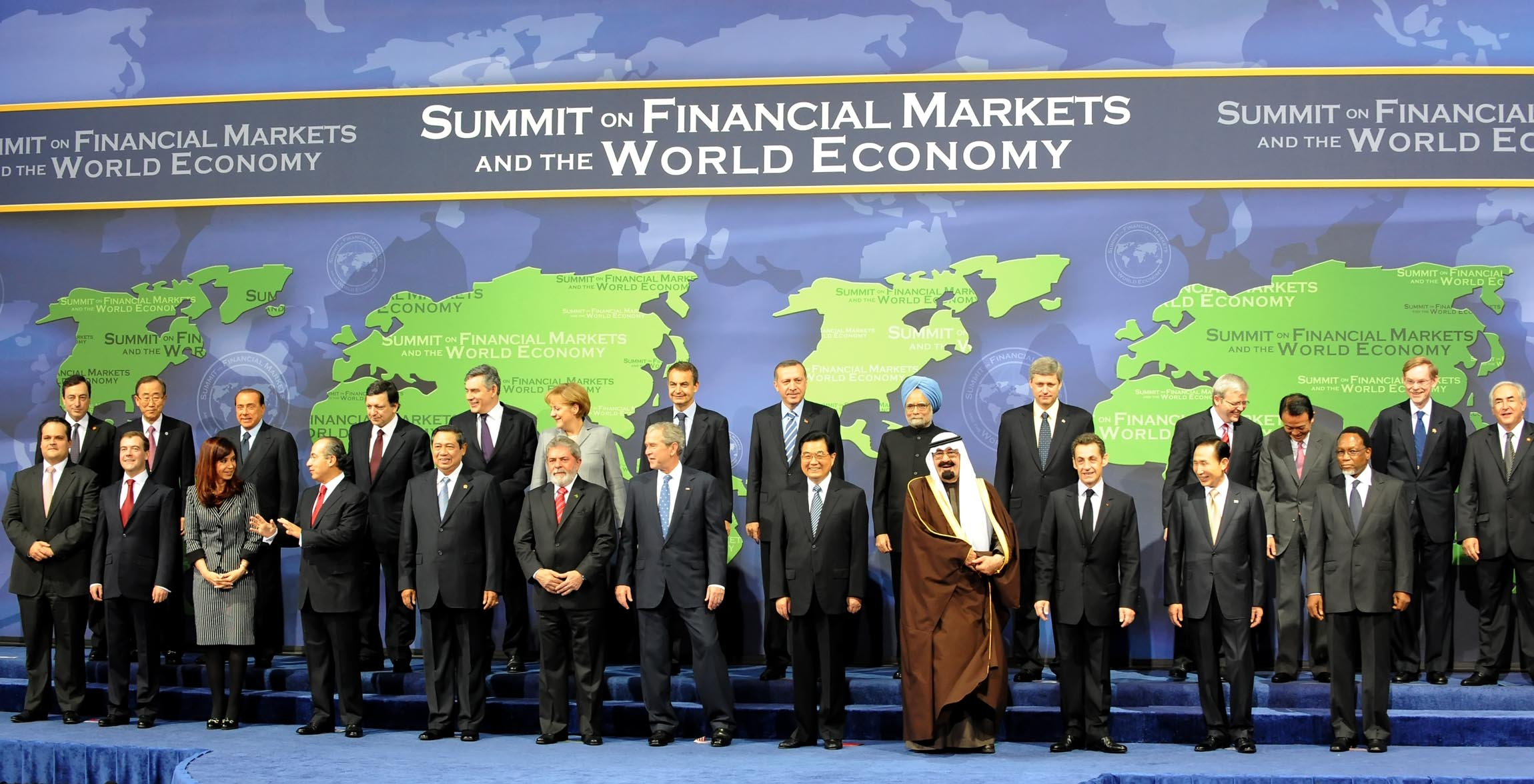
G-20 的會議。G-20眾國中，大部份國家都是中等強國，只有小部份才是大國。

- 通過全球性組織進行多方合作和與其他中等強國結盟。[2]
- 對外政策有極大程度的公民社会的參與。
- 國家認同建立並反映於「新穎的外交政策」上，如維持和平、人類安全保障、加入国际刑事法院、參加京都议定书等環保條約等。

## 中等強國列表
以下是一個中等強國列表，所有被列出的國家皆被學者或專家承認其中等強國的地位。只是中等強國和大國之間的重複國家，以及中等強國和小國之間的重覆國家，其邊界定義模糊。
美國、中國、法國、英國、俄羅斯通常都被认定为大國，而非中等強國，全因其軍事和戰略地位顯赫，以及其有核国家、聯合國安理會常任理事國的地位。而美國更加是全球唯一的超級大國。
日本、德國、印度、巴西有时被认定为大國，而非中等強國。原因是這四國，為最有實力爭取聯合國安全理事會常任理事國擴增改革的新成員候選國；這四國並組成四國聯盟，希望通過相互支持，推動未來改革的成功。此外，這四國在國際間也擁有不小的影響力，其中日本、德國是七大工業國組織成員國，而印度、巴西則是金磚國家成員國。
- [3][4][5][6][7]
- 奥地利[8]
- 阿尔及利亚[9]
- 阿根廷[10][11][12]
- [8][13]
- 比利时[8][14][15]
- 加拿大[3][7][16][17][18]
- 智利[14][19]
- 哥伦比亚[14][19]
- 捷克 [8]
- 中華民國（臺灣）[20]
- 丹麦[8][16][21]
- 埃及[10][22][23][24]
- 芬兰[8]
- 希腊[25]
- 印度尼西亞[8][26]
- 愛爾蘭[27]
- 以色列[5][28]
- 義大利[29][30]
- 伊拉克[31][32]
- 伊朗[31][32][33][34]
- [23][26][35]
- 马来西亚[23][26][35][36]
- 墨西哥[12][22][37][38][39]
- 荷蘭[8][16][21]
- 奈及利亞[8][22][35]
- 新西兰[40]
- 挪威[8][16][21]
- 巴基斯坦 [41][42]
- 秘魯[12][19][43][44]
- 菲律賓[20]
- 波蘭[8][9][38][45]
- 葡萄牙[46]
- [47][48]
- 羅馬尼亞[8]
- 沙烏地阿拉伯[5][49][50]
- 南非[43][51][52][53][54]
- 新加坡[55][56]
- 西班牙[8][46]
- 瑞士[8]
- 瑞典[5][8][21][57]
- [4][58][59][60][61]
- 泰國[20]
- 土耳其[22][62]
- 阿联酋[47][48]
- 乌克兰[22][62]
- 越南[20]

## 外部連結
- 中等強國（页面存档备份，存于）

## 延伸閱讀
- books.google.com（页面存档备份，存于） Weak States in the International System. By Michael I. Handel.
- South African Foreign Policy and Middle Power Leadership
- Relocating Middle Powers: Australia and Canada in a Changing World Order（页面存档备份，存于）
- Middle Power Internationalism（页面存档备份，存于） (Book info)
- Emerging Powers: Governance in a Changing Global Order, a Queen’s Centre for International Relations annual report